# Phenacostethus sikat
Phenacostethus sikat — вид прісноводних атериноподібних риб з родини Phallostethidae. Описаний у 2023 році.

## Поширення
Ендемік Індонезії. Поширений у декількох прибережних потоках у провінції Південний Калімантан на південному сході острова Калімантан, які впадають у Яванське море та Макасарську протоку.

## Опис
Мініатюрний вид: найбільший з відомих екземплярів — доросла самиця завдовжки лише 15,3 мм.